# Cristo de La Laguna

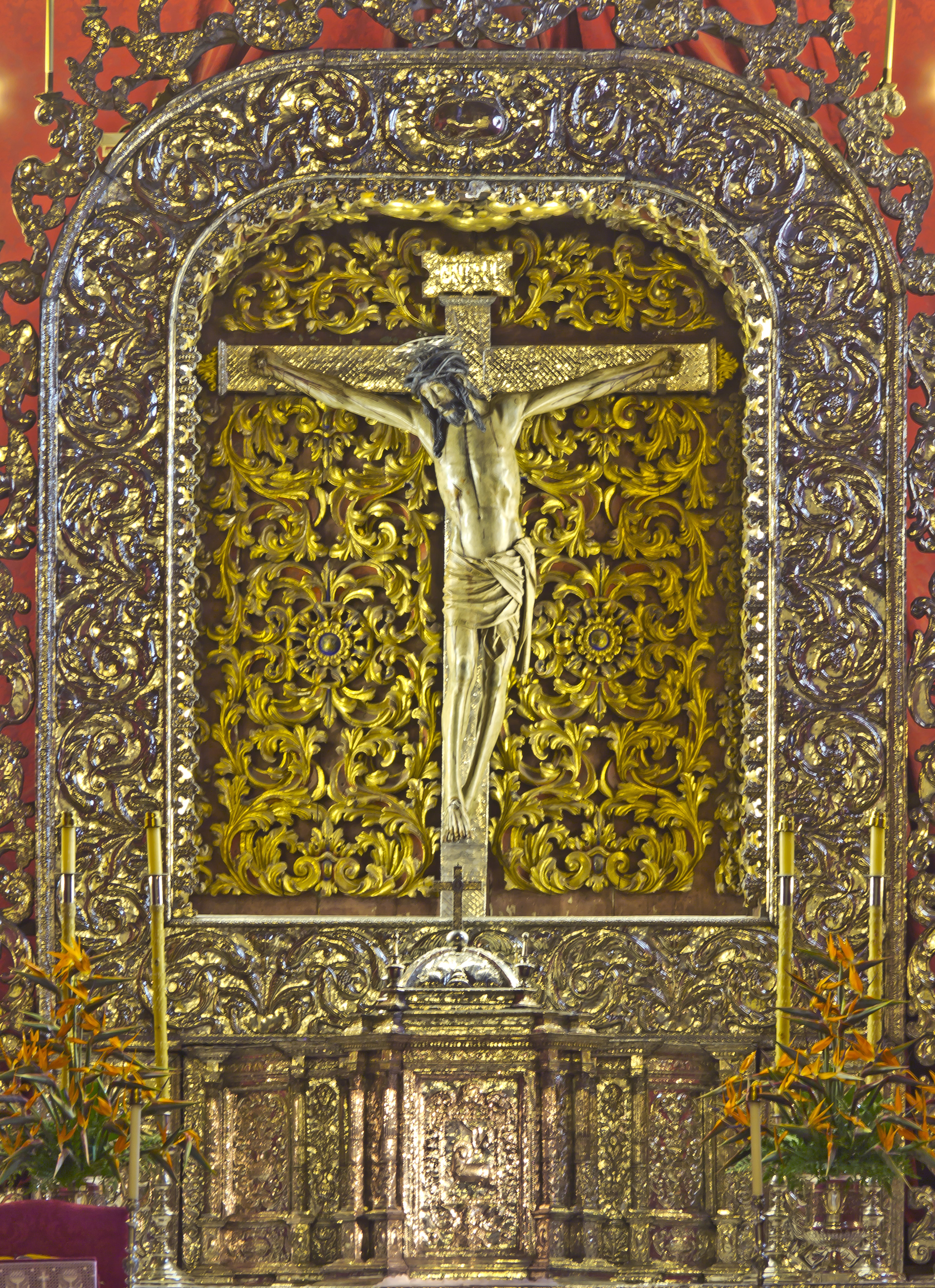
Cristo de La Laguna

El Santíssim Cristo de La Laguna és una figura catòlica de gran importància històrica, artística i cultural que representa Jesús de Natzaret crucificat. Està situat al eal Santuario del Santísimo Cristo de La Laguna, a la ciutat de San Cristóbal de La Laguna (Tenerife, Illes Canàries, Espanya). És la imatge que representa Jesús més venerada i important de les Illes Canàries. És considerat com una de les imatges de major valor artístic d'Espanya i com un dels grans crucificats europeus.

## Història
És una imatge flamenca del segle xvi tallada per Louis Van Der Vule a Flandes, d'aquí es va traslladar per diverses ciutats europees, entre elles, Venècia, Barcelona i Sanlúcar de Barrameda a Cadis.
Després d'arribar a Tenerife el 1520, la imatge va ser traslladada al convent de Sant Miquel de les Victòries a San Cristóbal de La Laguna pel conqueridor de Tenerife, Alonso Fernández de Lugo. El convent de Sant Miquel de les Victòries és l'actual Real Santuario del Santísimo Cristo de La Laguna. El 19 de desembre de 1906, el Rei Alfons XIII va visitar al Crist i li ortogonals càrrec de reialesa al seu santuari i al seu confraria. El Papa Pius X li otrogó a la germanor el títol de "Pontifícia" el 15 de febrer de 1908. El dia 22 de novembre de 2006 va ser visitat pels Reis d'Espanya, Do Joan Carles I de Borbó i la seva dona Donya Sofia de Grècia.

## Llegendes
Hi llegendes alternatives que intenten explicar l'origen i procedència de tal enigmàtica escultura. Algunes d'aquestes llegendes diuen que la imatge de Crist va ser esculpida per àngels i fins i tot per l'evangelista Sant Lluc. El Pare Fra Luís de Quirós va assegurar que la imatge de Crist de La Laguna va ser portat a l'illa de Tenerife per Sant Miquel Arcàngel. En ambdós casos aquests "sants escultors" van tallar la imatge amb els trets fisonòmics que va tenir Jesucrist en el moment de la seva crucifixió.
Una altra llegenda relata que una nit tempestuosa els religiosos del Convent de San Miguel de les Victòries (avui Santuari del Crist) van sentir trucar a la porta, i quan la van obrir van trobar una gran caixa, de l'interior surten llums resplendents. Després d'obrir la caixa van trobar dins la imatge de Crist, aquest fet va ser tingut com un miracle.

## Festes
La imatge del Crist surt en processó cada any per Setmana Santa el Divendres Sant i al setembre durant diversos dies, sobretot cada 14 de setembre, en ambdós es trasllada l'escultura a la Catedral de La Laguna i procesiona pels principals carrers de la ciutat. La festa principal és la del 14 de setembre, aquesta és la festa major de la ciutat de La Laguna i és una de les festes religioses més importants de Canàries.